# مذبحة النيازيون
مذبحة النيازيون (بالإنجليزية: Slaughter of the Knezes)، (Сеча кнезова/Seča knezova)، تشير إلى مذبحة ارتكبت في يناير عام 1804 في الميدان المركزي في فالييفو في صربيا. وقد كان الضحايا هم أبر النبلاء الصربيين، الذين كان يطلق عليهم اسم النيازيون ("الدوق المحلي") في باشالوك بلغراد (Belgrade Pashaluk). وقد تم إعدامهم على يد متمردي داهياس، المجلس الانكشاري الذي كان يحكم صربيا في ذلك الوقت.
وقد سيطر الداهياس على السلطة في باشالوك في تحدٍ للسلطان، وخشوا أن يستخدم السلطان الصرب للإطاحة بهم. ولإحباط هذا الأمر، قرروا إعدام كل النبلاء الصرب في مختلف أرجاء صربيا. ومن بين أبرز الضحايا أليكسا نينادوفيتش وإيليا بيرشانين. وقد أدى هذا الحدث إلى حدوث ثورة عارمة تطورت في نهاية المطاف إلى الانتفاضة الصربية الأولى، والتي كانت تهدف إلى وضع حد للاحتلال العثماني الذي دام على مدار 300 عام. ووفقًا لمصادر معاصرة من فالييفو، تم وضع الرؤوس المقطوعة للرجال الذين قتلوا في نوع من المعارض العامة في الميدان المركزي لكي تكون عبرة لأولئك الذين قد يفكرون في التخطيط لقلب نظام حكم داهيا.

## الخلفية
رغم أنه يشار بشكل طبيعي إلى النيازيين على أنهم أمراء، إلا أنه في تلك الحقبة، كان مصطلح النيازيين يشير إلى الوجهاء الذين اعتمد عليهم العثمانيون من أجل تنظيم السكان الأرثوذكس. فكل قرية كان لها نياز، وكل 10 قرى كان لها أوبوركنيز. وقد كان عدد السكان المسلمين في باشالوك بلغراد قليلاً للغاية بحيث لا يمكن للباشا الاعتماد عليهم للدفاع عن باشالوك، وبالتالي، كان أمام الباشا الاختيار بين تعيين مرتزقة أو تجميع قوات من السكان المسيحيين الأرثوذكس. وفي عام 1797، قرر الباشا زيادة الضرائب، إلا أن النيازيين اعترضوا وأقنعوه بالاعتماد عليهم لتنظيم حشد والسيطرة على السكان المحليين وتمكن النيازيون من حشد قوة تزيد على 10 آلاف رجل. وفي تلك الأثناء، كانت السلطات في إسطنبول ضعيفة للغاية بحيث لم يمكنها منع الانكشاريين من العودة وإنشاء الداهيا، إلا أن النيازيين بقوا وكانوا الوسيلة الواضحة التي يمكن أن تعتمد عليها إسطنبول من أجل الإطاحة بالداهيا.

## قائمة الضحايا
- النياز ستيفان آندريجيفيتش بالاليجا من بيجالجيكا في جروتسكا.[3]
- النياز أليكسا نينادوفيتش من تامنافا بوسافا في ناهيجا فالييفو.
- النياز إيليا بيرشانين من بودغور في ناهيجا فالييفو.